# Teresa Muratori
Angela Teresa Muratori  (* 17. Oktober 1661 in Bologna; † 19. April 1708 ebenda) war eine italienische Malerin und Musikerin.

## Leben
Teresa Muratori war die Tochter eines Lektors für Philosophie und Medizin an der Universität Bologna und Stadtarztes in Bologna, der sie in Malerei und Musik unterrichten ließ. Am 23. Oktober 1690 heiratete sie Tommaso Gioseffo Maria Scannabecchi dalla Moneta, der ihre musischen Talente weiter unterstützte.
Sie war als Malerin zunächst Schülerin von Emilio Taruffi, dann von Lorenzo Pasinelli und von Giovanni Gioseffo dal Sole, mit dem sie häufig zusammenarbeitete. Gemälde von ihr befinden bzw. befanden sich in den Kirchen S. Agostino, S. Maria di Galliera, S. Nicolò degli Albari, S. Stefano und SS. Trinità in Bologna sowie in der Biblioteca Comunale dell’Archiginnasio.
Von ihren musikalischen Werken sind bekannt ein Sonett Oh prodigi de l’arte! in piccol giro (1686) sowie die Oratorien Il martirio di S. Colomba (1689), Li giochi di Sansone (1694), L’Esterre (1695) und Cristo morto (1696).